# ナルゾーレ
ナルゾーレ（伊: Narzole）は、イタリア共和国ピエモンテ州クーネオ県にある、人口約3,500人の基礎自治体（コムーネ）。

## 地理

### 位置・広がり

#### 隣接コムーネ
隣接するコムーネは以下の通り。
- バローロ
- ベーネ・ヴァジエンナ
- ケラスコ
- ラ・モッラ
- レークイオ・ターナロ
- ノヴェッロ
- サルムール

#### 地震分類
イタリアの地震リスク階級 (it) では、4 に分類される
。

## 姉妹都市
- タンド、フランス 1992年